# Sojuz-Gazprom Iżewsk
Sojuz-Gazprom Iżewsk (ros. Футбольный клуб «Союз-Газпром» Ижевск, Futbołnyj Klub "Sojuz-Gazprom" Iżewsk) – rosyjski klub piłkarski z Iżewska w Udmurcji.

## Historia
Chronologia nazw:
- 1988: Gazowik Iżewsk (ros. «Газовик» Ижевск)
- 1989: Sojuz Iżewsk (ros. «Союз» Ижевск)
- 1990—1993: Gazowik Iżewsk (ros. «Газовик» Ижевск)
- 1994—2006: Gazowik-Gazprom Iżewsk (ros. «Газовик-Газпром» Ижевск)
- 2006—2011: Sojuz-Gazprom Iżewsk (ros. «Союз-Газпром» Ижевск)

Piłkarska drużyna Gazowik została założona w 1988 w mieście Iżewsk.
W 1988 startował w drugiej grupie mistrzostw Udmurcji i zdobył awans do pierwszej grupy. W następnym 1990 zdobył wicemistrzostwo Udmurcji oraz został finalistą Pucharu Udmurcji. Dopiero w trzecim sezonie zdobył mistrzostwo i Puchar Udmurcji oraz otrzymał prawo występować w Mistrzostwach ZSRR.
W 1991 zespół debiutował w Drugiej Niższej Lidze.
W Mistrzostwach Rosji klub startował w Drugiej Lidze, grupie 5, w której zajął drugie miejsce i zdobył awans do Pierwszej Ligi. Jednak klubowi nie udało się utrzymać się w niej i od 1994 występował w Drugiej Lidze.
W 1995 jako Gazowik-Gazprom Iżewsk ponownie startował w Pierwszej Lidze, w której występował do 2004.
W 2004 klub zajął ostatnie 22 miejsce i spadł do Drugiej Dywizji, grupy Nadwołżańskiej, w której występował do 2011 roku.
W 2006 klub zmienił nazwę na Sojuz-Gazprom Iżewsk.
W 2011 jego miejsce w Drugiej Dywizji zajął Zenit Iżewsk.

## Sukcesy
- 10 miejsce w Drugiej Niższej Lidze:

1991
- 4 miejsce w Rosyjskiej Pierwszej Lidze, grupie Centralnej:

1996
- 1/8 finału w Pucharze Rosji:

1995, 2000, 2001, 2002

## Inne
- FK Iżewsk
- Zenit Iżewsk